# The Hungover Games
The Hungover Games (Los juegos del resacón en España / Resaca Mortal o Los Juegos de la Resaca en Hispanoamérica) es una película de parodias de 2014, dirigida por Josh Stolberg. El título de la película y la trama central se basan tanto en The Hangover y Los juegos del hambre, así como parodiando a Ted, Piratas del Caribe, Avatar, Charlie y la fábrica de chocolate, The Human Centipede, El Llanero Solitario, Django Unchained, Thor, Carrie, District 9 y The Real Housewives.

## Trama
Cuatro amigos se dirigen a una despedida de soltero para su amigo Doug, que se casa con un hombre llamado Tracey. Ellos deciden tener una noche tranquila, moderada en un pequeño hotel en Laughlin, Nevada. Poniendole a su amigo Zach en una camisa de fuerza y un cono para asegurarse de que no se drogue y beba cerveza sin alcohol.
Sin embargo, cuando se despiertan la mañana siguiente encuentran que están en una habitación extraña llena de juguetes de fiesta sexuales y se dan cuenta de que Doug es, de nuevo, desaparecido. Una mujer llamada "Effing" entra y Zach la reconoce como un remakes de Effie Trinket. Cuando Ed intenta salir y abre la puerta sólo para darse cuenta de que están en un tren, Zach se da cuenta de que están en los Juegos del Hambre, o como Effing lo llama los "Juegos de la Resaca", una pelea a muerte en un escenario entre varios distritos de Hollywood. Los tres ven un video en el teléfono de Zach y se dan cuenta de que Doug y el trío se ofrecieron voluntariamente como tributo la noche anterior en estado de ebriedad. Los tres se dan cuenta de que tendrán que luchar en los juegos para encontrar a Doug y llevarlo de vuelta a su boda a tiempo.
En el centro de entrenamiento, los tres se familiarizan con otros homenajes y los muy favorecidos homenajes de "carrera", incluyendo el homosexual Thor, Tonto, Gratuitous Nudity (dos chicas en topless), Carrie (apodado Scary) y Ted. Ed conoce a Katnip Everlean, una chica que conoció la noche anterior mientras estaba borracho y que le gusta. Pronto termina el entrenamiento y se envían a las habitaciones donde ascenderán a la arena. Mientras buscan en las habitaciones ven a un hombre ascendiendo a la arena, pero no se puede ver su rostro y se ven obligados a salir después de Zach arroja su té en los controles electrónicos de la habitación.
Comienzan los juegos, y los tributos comienzan a matarse unos a otros. Zach se separa de Ed y Bradley. Los dos huyen y pasan la noche en un árbol para dormir, mientras ven como unos asesinan otros dos personajes. Ellos ven a Zach con ellos y se dan cuenta de que Zach se ha aliado con ellos para ayudarles a encontrar y matar a Ed y Bradley. Por la mañana Bradley es instado por otro tributo, Little Boo, a dejar caer una colmena de "Swaggerjacks" (avispas) en las carreras que duermen debajo de ellos, sin embargo en el proceso tanto él como Ed son picado varias veces y el veneno alucinógeno los hace desmayarse. Se despiertan y encuentran que Zach los ha cuidado de nuevo y vuelven a buscar a Doug.
Zach revela que la razón por la que están en los Juegos de la Resaca es porque la noche anterior conectó purificadores de aire que eran "bayas de medianoche" perfumadas y que el olor de las bayas venenosas los drogó. También revela que los ambientadores de aire "pueden causar el transporte a la distopía futurista". Enfurecido, Ed y Bradley dejan a Zach y él es seducido más adelante por una Avatar femenina. Él es emboscado por las carreras, pero es salvado por Katnip y Boo, que matan a las Desnudez Gratuita, aunque la mujer Avatar también es asesinada.
Mientras tanto, Ed y Bradley deciden reunirse con Zach después de un cambio de regla que establece que cuatro hombres que comparten un "bromance" pueden todos ganar juntos. Ed y Bradley encuentran a Zach, Katnip y Boo y recuerdan que Boo puede saber dónde está Doug. Antes de que ella pueda decir sin embargo ella es matada por Thor, quien es asesinado por Ed en represalia. Después de un funeral corto para Boo, Katnip decide salir por su cuenta para matar a Tonto.
Los tres deciden volver a la Pornucopia después de un anuncio de que todo el mundo está buscando está situado allí. Suponiendo que es Doug los tres se apresuran a la Pornucopia, pero son atacados por Carrie. Zach asesina a Carrie en una furia, sin embargo, Ted y los otros dos títeres atacan a los tres, pero Zach es capaz de volar dos de ellos usando el libro de Hunger Games y Katnip regresa y salva a Ed de Ted. Ella revela que fue mortalmente herida en su pelea con Tonto y muere con Ed a su lado.
Los tres se dan cuenta de que su premio en la Pornucopia es un teléfono celular, no Doug, y se dan cuenta de que nunca lo encontrarán, entonces llaman a Tracey para informarle de la situación. Pero después de una breve conversación con Zach, Ed se da cuenta de dónde está Doug y evita que Bradley haga la llamada. Ed explica que el tubo de Doug nunca apareció porque el té de burbujas de Zach hizo cortocircuitó en el tubo que envía tributos. Después de mirar en su tubo sin embargo se dan cuenta de que Doug no está allí, pero Doug emerge del bosque camuflado y los ataca, reprendiéndolos sobre cómo siempre lo olvidan y cómo casi él nunca está en el cine. Los tres le dicen que nunca lo volverán a olvidar y que tendrá más líneas en la próxima película, y decide salvarlos.
Otro cambio de regla establece que sólo puede haber un vencedor y los cuatro se giran entre sí. Sin embargo Zach propone que todos coman bayas venenosas, ya que los creadores de los juegos nunca los dejarían todos morir, ya que preferirían tener cuatro vencedores que ninguno, y así interrumpirían a los cuatro antes de que puedan comer el veneno. El plan de Zach falla después de comer las bayas y morir sin que nadie las interrumpa. Se despiertan en su habitación de hotel, dándose cuenta de que todo fue un sueño que compartieron. Los cuatro van a la boda donde Ed se lamenta de Katnip, pero se topa con una chica de aspecto idéntico que parece sentirse atraída por él.

## Personajes
- Ben Begley como Ed.
- Ross Nathan como Bradley.
- Herbert Russell como Zach.
- Rita Volk como Katnip Everlean.
- John Livingston como Doug.
- Robert Wagner como Liam.
- Bruce Jenner como Skip Bayflick (acreditado).[3]
- Hank Baskett como Stephen A. Templesmith
- Brandi Glanville como Veronica, ama de casa.
- Camille Grammer como Tanya, ama de casa.
- Kyle Richards como Heather, ama de casa.
- Dat Phan como Bao.
- Sam Pancake como Tracey.
- Ron Butler como el Presidente Snowbama.
- Tara Reid como Effing White.
- Chanel Gaines como Boo.
- Kayden Kross como la rubia en topless.
- Jonathan Silverman como Chineca Lame.
- Jamie Kennedy como Justmitch / Willy Wanker / Tim Pistol.
- Steve Sobel como Kaptain Kazakhstan.
- Sophie Dee como Brunette en topless.
- Caitlin Wachs como Carrie aka Sustos.
- Terra Jolé como Teddy.